# Juniorská kariéra Rogera Federera
Juniorská kariéra Rogera Federera představovala pro švýcarského tenistu tříleté působení na juniorském okruhu organizovaném Mezinárodní tenisovou federací. Mezi roky 1996, 1997 a 1998 na něm v hlavních soutěžích odehrál devadesát jedna utkání ve dvouhře a padesát devět ve čtyřhře, když vyhrál pět singlových a dva deblové tituly.
Nejlepšího grandslamového výsledku během juniorské dráhy dosáhl ve Wimbledonu 1998, kde získal „double“ – dva tituly. Ve finále dvouhry porazil gruzínského hráče Irakliho Labadzeho 6–4, 6–4 a v deblovém finále přehrál po boku Belgičana Oliviera Rochuse francouzsko-izraelský pár Michaël Llodra a Andy Ram stejným poměrem 6–4, 6–4. O titul si zahrál také na US Open 1998, kde podlehl argentinskému hráči Davidu Nalbandianovi ve dvou setech 3–6 a 5–7. K pěti turnajovým vítězstvím z juniorské dvouhry patří také trofej na floridském Orange Bowlu 1998.
Na juniorském žebříčku ITF byl ve dvouhře nejvýše klasifikován v prosinci 1998 na 1. místě a ve čtyřhře pak v témže měsíci na 7. místě. Mezinárodní tenisová federace jej v roce 1998 vyhlásila juniorským mistrem světa ve dvouhře.

## Mládí: Cesta k tenisu
V roce 1985, ve věku Federerových čtyř let, vyhrál první wimbledonskou trofej jeho dětský idol Boris Becker. Od té doby vydržel hodiny sledovat „tenisové zápasy v televizi až do konce“. Když později vzpomínal na dětství, prohlásil: „Tenis se mi líbil ze všech sportů nejvíc. Bylo to vždy vzrušující, když vítězství nebo prohra byly pokaždé v mých rukách.“ Školní docházku započal v šesti letech a krátce poté se stal nejlepším tenistou ve své věkové kategorii. Třikrát týdně trénoval buď přímo v Basileji, nebo v jejím okolí. V tomto raném období se spřátelil s dalším budoucím profesionálním tenistou Marcem Chiudinellim, o měsíc mladším talentovaným chlapcem. Oba spolu často hrávali squash, stolní tenis a fotbal. Ve věku jejich osmi let vznikla tenisová skupina mladých talentů v rámci domovského regionu, jejíž součástí se oba stali, když každý pocházel z jiného tenisového klubu.
Oba mladí tenisté se poprvé oficiálně střetli v osmi letech na turnaji nazvaném „The Bambino Cup“, konaném v severošvýcarském městě Arlesheim. „Tehdy jsme hráli jen jeden prodloužený set do devíti gamů," vzpomínal později Chiudinelli. „Věci se pro mě nevyvíjely dobře. Prohrával jsem 2–5 a začal brečet. Hodně jsme tehdy plakali, dokonce při utkáních. Během výměny stran ke mně Roger přišel a snažil se mě uklidnit. Řekl, že vše bude v pořádku, a skutečně, věci se začaly odvíjet správným směrem. Dostal jsem se do vedení 7–6 a vnímal, že jsem na vítězné vlně. Poté se rozplakal Roger a já k němu přiběhl se stejnými slovy útěchy, které poskytl předtím on mně. Byl to jediný okamžik, kdy jsem ho mohl porazit.“
Od deseti let zahájil Federer pravidelné týdenní tréninky v Old Boys Tennis Clubu se soukromým koučem Adolfem Kacovskym, který sdělil: „Okamžitě jsem poznal, že tenhle kluk je přirozený talent. Narodil se s raketou v ruce.“ Nejdříve se jednalo pouze o společné tréninky pro celou skupinu, ačkoli jak Kacovsky uvedl: „Oddíl i já jsme si rychle uvědomili jeho obrovský talent. Začali jsme mu dávat soukromé hodiny zčásti hrazené klubem. Roger byl velmi učenlivý. Když jste mu chtěli něco nového předvést, byl schopen to zahrát po třech nebo čtyřech opakováních, zatímco ostatní žáci ze skupiny potřebovali na zvládnutí týden.“
„Hvězdný žák“ v podobě švýcarského chlapce se vždy toužil stát nejlepším na světě. „Lidé se mu proto smáli, včetně mě“, dodal Kacovsky. „Myslel jsem, že to jednou možná dotáhne na nejlepšího tenistu Švýcarska nebo Evropy, ale nestane se nejlepším na světě. Měl to však hluboko v hlavě a pracoval na tom.“
Do dvanácti let hrál také fotbal. Tehdy došel k rozhodnutí plně se věnovat pouze tenisu. V roce 1993 vyhrál mistrovství Švýcarska mladšího žactva (do 12 let). Na konci roku 1994 rodiče souhlasili se zařazením syna do programu Švýcarského národního tenisového centra v Écublens. V březnu 1995 podstoupil přijímací řízení a v srpnu téhož roku se přestěhoval do Écublens, ležícího na břehu Ženevského jezera, kde bydlel v domě rodiny Christinetsových. První výrazný výsledek na mezinárodním poli uhrál v prosinci 1995, když se probojoval do čtvrtfinále Orange Bowlu ve floridském Key Biscayne.

## Juniorská kariéra

### 1996
Na juniorský okruh ITF vstoupil v červenci 1996, když se jeho debutem stal Swiss Junior Tournament hraný od 15. července na davoských antukových dvorcích. V prvním kole deklasoval Rakušana Lukase Rhomberga, když mu dovolil uhrát jediný game. Ve třetí fázi však nestačil na australského juniora Nathana Healeyho po vyrovnaném průběhu 7–6, 4–6, 4–6. V první polovině září se zúčastnil švýcarského finále série NEC World Youth Cup, kde porazil tři soupeře – včetně budoucí světové jedničky Lleytona Hewitta, a utržil jednu porážku.
V prosinci vycestoval na první zahraniční turnaj, když startoval na jubilejním 40. ročníku Sunshine Cupu na antukových dvorcích místního klubu ve floridském Delray Beach. V základní skupině dvakrát zvítězil a dvakrát odešel poražen, a to také od Čecha Petra Kralerta po divokém průběhu 6–1, 0–6 a 1–6. Ve druhé polovině prosince se zúčastnil 19. ročníku Casablanca Cupu, probíhajícího na tvrdém povrchu v mexické Tlanepantle. Jednalo se o jeho první událost z první kategorie. Do hlavní soutěže se probojoval po třech vyhraných kvalifikačních kolech. V úvodním utkání hlavního turnaje mu v průběhu druhé sady za Švýcarova vedení skrečoval Rakušan Mathias Schwarzler a ve druhém kole těsně podlehl německému junioru Sebastienu Aickelemu, až v rozhodující sadě poměrem 5–7.
Poslední událost roku, 33. ročník Coffee Bowlu, rozehrál na tvrdém povrchu 30. prosince v kostarické metropoli San José. Na dalším z turnajů první kategorie se musel probít kvalifikací, aby v úvodním zápasu hlavní soutěže dovolil Argentinci Federicu Cardinalimu uhrát jen dva gamy. Ve druhém kole mu však stopku vystavil Američan Diego Ayala po dvousetovém průběhu.
Během celé sezóny mu nejen ve sportovním rozvoji pomáhal v écublenském středisku o tři roky starší tenista Yves Allegro. Federer získal titul švýcarského mistra v kategorii 16letých na zimním i letním šampionátu. S oddílem Old Boys Tennis Club se stal seniorským mistrem Švýcarska ve smíšených družstvech a v národním žebříčku mužů byl pro dvouhru klasifikován na 86. místě.

#### Přehled utkání

##### Dvouhra
| utkání                                     | turnaj                  | stát      | datum      | místo | povrch | fáze       | soupeř                   | stav   | výsledek           |
| 1.                                         | Junior Tournament       | Švýcarsko | 7/15/1996  | venku | antuka | 64 v kole  | Lukas Rhomberg (AUT)     | výhra  | 6–1, 6–0           |
| 2.                                         | Swiss Junior Tournament | Švýcarsko | 7/15/1996  | venku | antuka | 32 v kole  | Marc–Olivier Baron (FRA) | výhra  | 7–6, 6–3           |
| 3.                                         | Swiss Junior Tournament | Švýcarsko | 7/15/1996  | venku | antuka | 16 v kole  | Nathan Healey (AUS)      | prohra | 7–6, 4–6, 4–6      |
| 4.                                         | World Youth Cup Final   | Švýcarsko | 9/10/1996  | venku | antuka | zs         | Lleyton Hewitt (AUS)     | výhra  | 4–6, 7–6(7–3), 6–4 |
| 5.                                         | World Youth Cup Final   | Švýcarsko | 9/10/1996  | venku | antuka | zs         | Febi Widhijanto (INA)    | prohra | 5–7, 7–5, 5–7      |
| 6.                                         | World Youth Cup Final   | Švýcarsko | 9/10/1996  | venku | antuka | zs         | Vijay Kannan (IND)       | výhra  | 6–0, 7–6(7–4)      |
| 7.                                         | World Youth Cup Final   | Švýcarsko | 9/10/1996  | venku | antuka | zs         | Nahuel Fracassi (ITA)    | výhra  | 3–6, 6–3, 6–1      |
| 8.                                         | Sunshine Cup            | USA       | 12/12/1996 | venku | antuka | zs         | Petr Kralert (CZE)       | prohra | 6–1, 0–6, 1–6      |
| 9.                                         | Sunshine Cup            | USA       | 12/12/1996 | venku | antuka | zs         | Adrian Garcia (CHI)      | výhra  | 5–7, 6–2, 6–2      |
| 10.                                        | Sunshine Cup            | USA       | 12/12/1996 | venku | antuka | zs         | Balazs Vaci (HUN)        | prohra | 5–7, 2–6           |
| 11.                                        | Sunshine Cup            | USA       | 12/12/1996 | venku | antuka | zs         | Han–Hui Tsai (TPE)       | výhra  | 6–3, 6–0           |
| 12.                                        | Casablance Cup          | Mexiko    | 12/18/1996 | venku | tvrdý  | 64 kval.   | Angel Garcia Lopez (MEX) | výhra  | 6–0, 6–1           |
| 13.                                        | Casablance Cup          | Mexiko    | 12/18/1996 | venku | tvrdý  | 32 kval.   | Jonathan Hauswaldt (MEX) | výhra  | 6–1, 6–1           |
| 14.                                        | Casablance Cup          | Mexiko    | 12/18/1996 | venku | tvrdý  | 16 kval.   | Gilberto Gutierrez (MEX) | výhra  | 6–1, 6–1           |
| 15.                                        | Casablanca Cup          | Mexiko    | 12/22/1996 | venku | tvrdý  | 64 v kole  | Mathias Schwarzler (AUT) | výhra  | 6–3, 4–2skreč      |
| 16.                                        | Casablanca Cup          | Mexiko    | 12/22/1996 | venku | tvrdý  | 32 v kole  | Sebastien Aickele (GER)  | prohra | 6–7, 6–3, 5–7      |
| 17.                                        | Coffee Bowl             | Kostarika | 12/28/1996 | venku | tvrdý  | 32 kval.   | volný los                |        |                    |
| 18.                                        | Coffee Bowl             | Kostarika | 12/28/1996 | venku | tvrdý  | 16 kval.   | Carlos Vargas (PAN)      | výhra  | 6–2, 2–6, 6–0      |
| 19.                                        | Coffee Bowl             | Kostarika | 12/30/1996 | venku | tvrdý  | 128 v kole | volný los                |        |                    |
| 20.                                        | Coffee Bowl             | Kostarika | 12/30/1996 | venku | tvrdý  | 64 v kole  | Federico Cardinali (ARG) | výhra  | 6–1, 6–1           |
| 21.                                        | Coffee Bowl             | Kostarika | 12/30/1996 | venku | tvrdý  | 32 v kole  | Diego Ayala (USA)        | prohra | 4–6, 1–6           |
| kval. – kvalifikace, zs – základní skupina |                         |           |            |       |        |            |                          |        |                    |

### 1997
První kompletní sezónu juniorské kariéry zahájil druhý lednový týden ve venezuelské metropoli Caracasu na 21. ročníku International Junior Championships of Venezuela. Ve dvouhře došel do druhého kola po výhře nad makedonským hráčem Goranem Sterijovskim. V něm byl nad jeho síly po výsledku 2–6 a 4–6 francouzský junior Jérôme Haehnel. S dalším starším Francouzem Jeromem Ferrarim nastoupil do čtyřhry, v níž skončili po třech výhrách na raketách venezuelsko-peruánského páru de Armas a Horna.
Z tvrdého povrchu v Latinské Americe se vrátil do kontinentální Evropy, kde na konci března otevřel antukovou část roku v italské Florencii. 22. ročník městského mezinárodního mistrovství však pro něj rychle skončil porážkou od Itala Davida Bramantiho po setech 4–6, 6–3 a 6–7. V deblové části došel společně s krajanem Svenem Swinnenem do semifinále. Druhý květnový týden se objevil na mezinárodním turnaji v toskánském hlavním městě Pratu. Na události druhé kategorie postupně vyhrál šest utkání bez ztráty setu a připsal si první titul kariéry. Ve druhém kole zdolal Chorvata Lovra Zovka a v semifinále i finále si poradil s jeho krajany Ivanem Berosem a Lukou Kutanjacem. Do čtyřhry nastoupil po boku Japonce Džuna Kata. V boji o titul hladce podlehli francouzské dvojici Haehnel a Jeanpierre. V druhé polovině května uzavřel Apeninskou šňůru juniorským mistrovstvím Itálie na antukových dvorcích v Miláně. Po postupu z kvalifikace si připsal tři vítězná utkání hlavního turnaje. Po výhře nad budoucím olympijským vítězem Nicolásem Massúem skončil ve čtvrtfinále na raketě Peruánce Rodolfa Rakea 1–6 a 4–6.
Na mezinárodní juniorské scéně se poté objevil až uprostřed července během juniorského Mistrovství Evropy družstev ve francouzském Royan, kde v jediném odehraném zápasu podlehl Francouzi Arnaudu Di Pasqualemu po dvousetovém průběhu. Do konce sezóny pak odehrál jen 11. ročník Mezinárodního juniorského mistrovství Eddieho Herra, konaný v prosincovém termínu na antukových kurtech Akademie Nicka Bollettieriho v Bradentonu. Po volném losu nenašel recept na argentinského hráče Edgarda Massua, který jej vyřadil ve druhém kole 3–6 a 4–6.
Stejně jako v předchozím roce vyhrál mistrovství Švýcarska, nyní již v kategorii 18letých, na zimním i letním šampionátu. Poté, co v červnu ukončil devítiletou školní povinnou docházku, rozhodl se plně věnovat tenisu. Rodiče na to reagovali se smíšenými pocity. Poté, co se národní tenisové centrum přemístilo z Écublens do Bielu, pronajali si s Allegrem dvoupokojový byt.

#### Přehled utkání

##### Dvouhra
| utkání                                                                        | turnaj                                               | stát      | datum     | místo | povrch | fáze       | soupeř                  | stav   | výsledek      |
| 22.                                                                           | International Junior Championships of Venezuela      | Venezuela | 1/6/1997  | venku | antuka | 128 v kole | Goran Sterijovksi (MKD) | výhra  | 6–3, 4–6, 6–1 |
| 23.                                                                           | International Junior Championships of Venezuela      | Venezuela | 1/6/1997  | venku | antuka | 64 v kole  | Jérôme Haehnel (FRA)    | prohra | 2–6, 4–6      |
| 24.                                                                           | City of Florence International Tournament            | Itálie    | 3/24/1997 | venku | antuka | 64 v kole  | Davide Bramanti (ITA)   | prohra | 4–6, 6–3, 6–7 |
| 25.                                                                           | Prato International Junior Tournament                | Itálie    | 5/5/1997  | venku | antuka | 64 v kole  | Giunior Ghedina (ITA)   | výhra  | 6–2, 6–0      |
| 26.                                                                           | Prato International Junior Tournament                | Itálie    | 5/5/1997  | venku | antuka | 32 v kole  | Lovro Zovko (CRO)       | výhra  | 6–4, 6–2      |
| 27.                                                                           | Prato International Junior Tournament                | Itálie    | 5/5/1997  | venku | antuka | 16 v kole  | Julien Jeanpierre (FRA) | výhra  | 6–3, 6–0      |
| 28.                                                                           | Prato International Junior Tournament                | Itálie    | 5/5/1997  | venku | antuka | QF         | Haris Basalic (BIH)     | výhra  | 6–3, 7–6      |
| 29.                                                                           | Prato International Junior Tournament                | Itálie    | 5/5/1997  | venku | antuka | SF         | Ivan Beros (CRO)        | výhra  | 6–2, 6–3      |
| 30.                                                                           | Prato International Junior Tournament                | Itálie    | 5/5/1997  | venku | antuka | Finále     | Luka Kutanjač (CRO)     | vítěz  | 6–4, 6–0      |
| 31.                                                                           | Italian Junior Championships                         | Itálie    | 5/17/1997 | venku | antuka | 64 kval.   | Diego de Vecchis (ITA)  | výhra  | 6–4, 1–6, 7–6 |
| 32.                                                                           | Italian Junior Championships                         | Itálie    | 5/17/1997 | venku | antuka | 32 kval.   | Davor Grgić (CRO)       | výhra  | 6–1, 3–6, 6–2 |
| 33.                                                                           | Italian Junior Championships                         | Itálie    | 5/17/1997 | venku | antuka | 16 kval.   | Tomas Zivincek (GER)    | výhra  | 3–6, 6–0, 6–3 |
| 34.                                                                           | Italian Junior Championships                         | Itálie    | 5/19/1997 | venku | antuka | 64 v kole  | Wesley Whitehouse (RSA) | výhra  | 6–3, 6–3      |
| 35.                                                                           | Italian Junior Championships                         | Itálie    | 5/19/1997 | venku | antuka | 32 v kole  | Filip Aniola (POL)      | výhra  | 5–7, 6–4, 7–5 |
| 36.                                                                           | Italian Junior Championships                         | Itálie    | 5/19/1997 | venku | antuka | 16 v kole  | Nicolás Massú (CHI)     | výhra  | 6–2, 4–6, 6–2 |
| 37.                                                                           | Italian Junior Championships                         | Itálie    | 5/19/1997 | venku | antuka | QF         | Rodolfo Rake (PER)      | prohra | 1–6, 4–6      |
| 38.                                                                           | Eddie Herr International Junior Tennis Championships | USA       | 12/8/1997 | venku | antuka | 128 v kole | volný los               |        |               |
| 39.                                                                           | Eddie Herr International Junior Tennis Championships | USA       | 12/8/1997 | venku | antuka | 64 v kole  | Edgardo Massa (ARG)     | prohra | 3–6, 4–6      |
| QF – čtvrtfinále, SF – semifinále, kval. – kvalifikace, zs – základní skupina |                                                      |           |           |       |        |            |                         |        |               |

### 1998
Související informace naleznete v článku Tenisová sezóna Rogera Federera 1998.
Sezóna, v níž Federer dosáhl sedmnácti let věku, se stala vyvrcholením jeho juniorské kariéry. Odehrál v ní nejvíce turnajů, získal dva grandslamové tituly z Wimbledonu a další tři trofeje ve dvouhře. Na konci roku byl klasifikován na 1. místě dvouhry mezinárodního žebříčku ITF. Přestože mohl celý následující rok 1999, kdy dosáhl osmnácti let, startovat stále mezi juniory, pohyboval se již pouze na mužském profesionálním okruhu. Profesionálem se stal v červenci 1998, kdy odehrál první mužský turnaj ATP – Swiss Open ve švýcarském Gstaadu, přesto většinu sezóny strávil na juniorském okruhu ITF.

#### Australská sezóna
Jako šestnáctiletý do nové sezóny vstoupil druhý lednový týden turnajem druhé kategorie Victorian Junior Championships v Traralgonu, městě australského svazového státu Victoria. Na cestě do finále mu jediný set ve čtvrtfinále odebral Belgičan Olivier Rochus. Mezi poslední čtveřicí juniorů si poradil s dánským hráčem Kristianem Plessem a v boji o titul porazil Francouze Juliena Jeanpierra 6–4, 6–4. Získal tak druhý juniorský titul začínající kariéry. Ve druhé polovině ledna zavítal na poslední grandslamovou přípravu Australian Hardcourt Junior Championships probíhající ve victorijském oddílu Nottinghill Pinewood. Na úvod svedl třísetové klání s Australanem Dinem Dattolim, aby poté prošel až do semifinále. V něm mu čerstvou porážku oplatil Jeanpierre, na jehož raketě skončil poměrem 1–6 a 4–6.

##### Australian Open
Premiérový Grand Slam kariéry odehrál na Australian Open v Melbourne Parku. V úvodním utkání zdolal Jihoafričana Nicholase McDonalda ve dvou setech. Poté si poradil s italským hráčem Filippem Volandrim a ve třetí fázi turnaje přehrál opět Dattoliho. Mezi poslední osmičkou juniorů potřetí za jediný měsíc zdolal Rochuse. V semifinále mu stopku vystavil Švéd Andreas Vinciguerra po vyrovnaném průběhu 6–4, 5–7 a 5–7. Spolu s německým juniorem hristian-Michaelem Strakou se probojovali také do semifinále čtyřhry, kde je vyřadila francouzská dvojice Haehnel a Jeanpierre.

#### Evropská antuková sezóna
V první polovině dubna přijel na 23. mezinárodní tenisový turnaj juniorů Florencie. Na antukové události druhé kategorie nenašel přemožitele a podruhé v roce zvítězil v singlové soutěži. Nejvyrovnanější průběh měl zápas druhého kola, kde svedl těsný souboj s Němcem Dominikem Meffertem. Nakonec ho porazil až v tiebreaku rozhodující sady 6–4, 6–7 a 7–6. Ve finále zdolal italského juniora Filippa Volandriho 7–6 a 6–3, který mu porážku vrátil v bitvě o titul čtyřhry, když po boku krajana Vica vyhráli nad Federerem s Katem ve dvou setech. V květnu následoval národní šampionát Italian Junior Open, milánský turnaj stupně A, který jej nezastihl v dobré formě. Vyřazen byl ve druhé fázi s Francouzem Jeromem Haehnelem. Na další antukové události, 34. ročníku Astrid Bowlu v belgickém Charleroi, skrečoval čtvrtfinálový duel Dánu Bobovi Borellovi po ztrátě první sady.

##### French Open
Vrchol antukové části roku, pařížský grandslam French Open, znamenal pro Švýcara rychlý konec. V úvodním utkání podlehl českému hráči Jaroslavu Levinskému po dramatu, jehož rozuzlení přinesl až závěr třetí sady. Těsná prohra 4–6, 7–5 a 7–9 znamenala třítýdenní odpočinek před turnaji na trávě.
Do čtyřhry nastoupil s belgickým tenistou Olivierem Rochusem. Neúspěšný grandslam ukončil prohrou v prvním zápasu se španělskou dvojicí Juan Carlos Ferrero a Feliciano López po hladkém průběhu 1–6 a 3–6.

#### Travnatá sezóna
Přípravou na třetí grandslam sezóny se stal travnatý LTA International Junior Championships z první kategorie, hraný v londýnském Roehamptonu. Na cestě do semifinále ztratil jediný set, když v úvodním kole porazil Čecha Jakuba Haška 4–6, 7–6 a 6–3. Po dvousetových výhrách nad Britem Childsem, Argentincem Edgardem Massou a rakouským juniorem Müllnerem, skončil mezi poslední čtyřkou na raketě Američana Taylora Denta 6–7, 6–4, 3–6. Titul si přesto z turnaje odvezl triumfem ve čtyřhře. Do ní nastoupil s Olivierem Rochusem. Ve třísetovém finále zdolali francouzsko-izraelský pár Michaël Llodra a Andy Ram.

##### Wimbledon
Poslední červnový týden rozehrál výsledkově nejlepší juniorský turnaj své kariéry – nejprestižnější událost tenisového roku, Wimbledon. Po výhrách nad rakouským hráčem	Philipem Langerem, Slovincem Andrejem Kračmanem a Francouzem Jeromem Haehnelem, jej ve čtvrtfinále vyzval britský tenista David Sherwood. Po vyrovnaném prvním setu, jenž ve svůj prospěch basilejský rodák rozhodl až v tiebreaku, opanoval Federer dvorec a poměrem 6–2 postoupil do svého druhého grandslamového semifinále. V něm zažil podobný průběh zápasu proti Chorvatu Lovru Zovkovi, když si místo tiebreaku, připsal úvodní sadu 7–5 po prolomeném podáním. Druhé dějství skončilo opět 6–2. V premiérovém finále na turnajích velké čtyřky si poradil s Gruzíncem Iraklim Labadzem poměrem 6–4, 6–4. V šestnácti letech a téměř jedenácti měsících získal juniorskou trofej z Grand Slamu, když na celém turnaji neztratil žádný set. V páru s belgickým hráčem Olivierem Rochusem pak završil úspěch z wimbledonského pažitu druhým titulem v soutěži čtyřhry. Finále mělo stejné složení jako předchozí událost v Roehamptonu, když v něm porazili Llodru s Ramem 6–4 a 6–4.

##### Uzavřené ME juniorů
Ve druhé polovině července se objevil na uzavřeném mistrovství Evropy juniorů, probíhajícím v tenisovém oddílu švýcarského několikatisícového města Klosters. Na antuce vyhrál čtyři utkání dvouhry a po vyřazení Dána Kristiana Plesse postoupil do semifinále. V něm byl nad jeho síly nadějný španělský antukář Feliciano López, na kterého nestačil výsledkem 6–4, 2–6 a 4–6.

#### Sezóna na amerických betonech

##### US Open
Další událostí se stal zářijový newyorský grandslam US Open, kam zavítal vůbec poprvé. Ve třetím kole přehrál deblového spoluhráče Oliviera Rochuse. Ve čtyřhře oba společně vypadli již v první fázi, po porážce od slovensko-ruské dvojice Karol Beck a Michail Južnyj. Ve čtvrtfinále a semifinále dvouhry Federer svedl vyrovnané třísetové bitvy, nejdříve s Haehnelem a poté s Plessem. Obě zvládl a postoupil do finále, kde vyzval Davida Nalbandiana, s nímž se v další tenisové kariéře opakovaně utkával. Na argentinského juniora, v jejich prvním měření sil, nenašel herní recept a po prohře 3–6 a 5–7, druhý grandslam nezískal.

##### Mezinárodní mistrovství Eddieho Herra
Na přelomu listopadu a prosince opět přijel do floridské Bollettieriho akademie na druhý ročník Mezinárodního juniorské mistrovství Eddieho Herra. Jako nejvýše nasazený nestačil ve třetím osmifinálovém kole na Francouze Érica Prodona. Navazujícím turnajem na tvrdém povrchu byl Sunshine Cup ve floridském Key Biscayne, kde po výhře nad budoucí mužskou světovou jedničkou Juanem Carlosem Ferrerem ze Španělska, vypadl ve druhém kole se Švédem Andreasem Vinciguerrou po dvousetovém průběhu.

##### Orange Bowl
Poslední turnaj v juniorské kategorii odehrál v sedmnácti letech a čtyřech měsících, týden před Vánocemi, na prestižním Orange Bowlu. S juniorským tenisem se rozloučil ziskem titulu. Ve čtvrtfinále přehrál Brazilce Ricarda Mella, mezi posledními čtyřmi oplatil newyorskou porážku Nalbandianovi a v boji o titul si poradil s dalším argentinským antukářem Guillermem Coriou po setech 7–5 a 6–3. Po triumfu se 31. prosince poprvé stal juniorskou světovou jedničkou a Mezinárodní tenisová federace jej vyhlásila mistrem světa. Ve čtyřhře nejvýše figuroval na konci prosince na 7. příčce.
Přestože mohl v juniorské kategorii startovat i celý následující kalendářní rok, rozhodl se již plně věnovat mužskému profesionálnímu tenisu.

#### Přehled utkání

##### Dvouhra
| utkání                                                                        | turnaj                                               | stát        | datum      | místo | povrch | fáze       | soupeř                         | stav   | výsledek      |
| 40.                                                                           | Victorian Junior Championships                       | Austrálie   | 1/9/1998   | venku | tvrdý  | 64 v kole  | Adam Carey (AUS)               | výhra  | 6–4, 6–2      |
| 41.                                                                           | Victorian Junior Championships                       | Austrálie   | 1/9/1998   | venku | tvrdý  | 32 v kole  | Mathias Rekate (GER)           | výhra  | 6–1, 6–0      |
| 42.                                                                           | Victorian Junior Championships                       | Austrálie   | 1/9/1998   | venku | tvrdý  | 16 v kole  | Sadik Kadir (AUS)              | výhra  | 7–5, 6–1      |
| 43.                                                                           | Victorian Junior Championships                       | Austrálie   | 1/9/1998   | venku | tvrdý  | QF         | Olivier Rochus (BEL)           | výhra  | 6–3, 4–6, 6–3 |
| 44.                                                                           | Victorian Junior Championships                       | Austrálie   | 1/9/1998   | venku | tvrdý  | SF         | Kristian Pless (DEN)           | výhra  | 6–2, 6–2      |
| 45.                                                                           | Victorian Junior Championships                       | Austrálie   | 1/9/1998   | venku | tvrdý  | Finále     | Julien Jeanpierre (FRA)        | vítěz  | 6–4, 6–4      |
| 46.                                                                           | Australian Hardcourt Junior Championships            | Austrálie   | 1/18/1998  | venku | tvrdý  | 64 v kole  | Dino Dattoli (AUS)             | výhra  | 6–4, 3–6, 6–3 |
| 47.                                                                           | Australian Hardcourt Junior Championships            | Austrálie   | 1/18/1998  | venku | tvrdý  | 32 v kole  | David Martin (USA)             | výhra  | 6–4, 6–2      |
| 48.                                                                           | Australian Hardcourt Junior Championships            | Austrálie   | 1/18/1998  | venku | tvrdý  | 16 v kole  | Olivier Rochus (BEL)           | výhra  | 6–1, 7–6      |
| 49.                                                                           | Australian Hardcourt Junior Championships            | Austrálie   | 1/18/1998  | venku | tvrdý  | QF         | Christian–Michael Straka (GER) | výhra  | 6–1, 6–3      |
| 50.                                                                           | Australian Hardcourt Junior Championships            | Austrálie   | 1/18/1998  | venku | tvrdý  | SF         | Julien Jeanpierre (FRA)        | prohra | 1–6, 4–6      |
| 51.                                                                           | Australian Open Junior Championships                 | Austrálie   | 1/26/1998  | venku | tvrdý  | 64 v kole  | Nicholas McDonald (RSA)        | výhra  | 6–3, 6–3      |
| 52.                                                                           | Australian Open Junior Championships                 | Austrálie   | 1/26/1998  | venku | tvrdý  | 32 v kole  | Filippo Volandri (ITA)         | výhra  | 6–4, 6–4      |
| 53.                                                                           | Australian Open Junior Championships                 | Austrálie   | 1/26/1998  | venku | tvrdý  | 16 v kole  | Dino Dattoli (AUS)             | výhra  | 6–3, 6–3      |
| 54.                                                                           | Australian Open Junior Championships                 | Austrálie   | 1/26/1998  | venku | tvrdý  | QF         | Olivier Rochus (BEL)           | výhra  | 7–5, 6–4      |
| 55.                                                                           | Australian Open Junior Championships                 | Austrálie   | 1/26/1998  | venku | tvrdý  | SF v kole  | Andreas Vinciguerra (SWE)      | prohra | 6–4, 5–7, 5–7 |
| 56.                                                                           | City of Florence International Tournament            | Itálie      | 4/8/1998   | venku | antuka | 64 v kole  | Timo Nieminen (FIN)            | výhra  | 6–1, 6–1      |
| 57.                                                                           | City of Florence International Tournament            | Itálie      | 4/8/1998   | venku | antuka | 32 v kole  | Dominik Meffert (GER)          | výhra  | 6–4, 6–7, 7–6 |
| 58.                                                                           | City of Florence International Tournament            | Itálie      | 4/8/1998   | venku | antuka | 16 v kole  | Luben Pampoulov (AUT)          | výhra  | 6–2, 6–4      |
| 59.                                                                           | City of Florence International Tournament            | Itálie      | 4/8/1998   | venku | antuka | QF         | Stefan Wauters (BEL)           | výhra  | 6–2, 6–1      |
| 60.                                                                           | City of Florence International Tournament            | Itálie      | 4/8/1998   | venku | antuka | SF         | Kristian Pless (DEN)           | výhra  | 7–6, 6–3      |
| 61.                                                                           | City of Florence International Tournament            | Itálie      | 4/8/1998   | venku | antuka | Finále     | Filippo Volandri(ITA)          | vítěz  | 7–6, 6–3      |
| 62.                                                                           | Italian Junior Championships                         | Itálie      | 5/18/1998  | venku | antuka | 64 v kole  | Flavio Saretta (BRA)           | výhra  | 7–5, 6–1      |
| 63.                                                                           | Italian Junior Championships                         | Itálie      | 5/18/1998  | venku | antuka | 32 v kole  | Jerome Haehnel (FRA)           | prohra | 6–4, 5–7, 2–6 |
| 64.                                                                           | Belgian International Junior Championships           | Belgie      | 5/25/1998  | venku | antuka | 64 v kole  | volný los                      |        |               |
| 65.                                                                           | Belgian International Junior Championships           | Belgie      | 5/25/1998  | venku | antuka | 32 v kole  | Andy Ram (ISR)                 | výhra  | 6–1, 6–3      |
| 66.                                                                           | Belgian International Junior Championships           | Belgie      | 5/25/1998  | venku | antuka | 16 v kole  | Simone Amorico (USA)           | výhra  | 6–2, 6–3      |
| 67.                                                                           | Belgian International Junior Championships           | Belgie      | 5/25/1998  | venku | antuka | QF         | Bob Borella (DEN)              | prohra | 4–6skreč      |
| 68.                                                                           | International Junior Championships of France         | Francie     | 5/31/1998  | venku | antuka | 64 v kole  | Jaroslav Levinský (CZE)        | prohra | 4–6, 7–5, 7–9 |
| 69.                                                                           | LTA International Junior Championships               | V. Británie | 6/21/1998  | venku | tráva  | 64 v kole  | Jakub Hašek (CZE)              | výhra  | 4–6, 7–6, 6–3 |
| 70.                                                                           | LTA International Junior Championships               | V. Británie | 6/21/1998  | venku | tráva  | 32 v kole  | Lee Childs (GBR)               | výhra  | 6–1, 6–4      |
| 71.                                                                           | LTA International Junior Championships               | V. Británie | 6/21/1998  | venku | tráva  | 16 v kole  | Edgardo Massa (ARG)            | výhra  | 6–4, 7–5      |
| 72.                                                                           | LTA International Junior Championships               | V. Británie | 6/21/1998  | venku | tráva  | QF         | Philipp Mullner (AUT)          | výhra  | 6–1, 7–6      |
| 73.                                                                           | Italian Junior Championships                         | V. Británie | 6/21/1998  | venku | tráva  | SF         | Taylor Dent (USA)              | prohra | 6–7, 6–4, 3–6 |
| 74.                                                                           | Wimbledon                                            | V. Británie | 6/27/1998  | venku | tráva  | 64 v kole  | Philip Langer (AUT)            | výhra  | 6–0, 6–2      |
| 75.                                                                           | Wimbledon                                            | V. Británie | 6/27/1998  | venku | tráva  | 32 v kole  | Andrej Kračman (SLO)           | výhra  | 7–6, 6–3      |
| 76.                                                                           | Wimbledon                                            | V. Británie | 6/27/1998  | venku | tráva  | 16 v kole  | Jerome Haehnel (FRA)           | výhra  | 6–4, 6–4      |
| 77.                                                                           | Wimbledon                                            | V. Británie | 6/27/1998  | venku | tráva  | QF         | David Sherwood (GBR)           | výhra  | 7–6, 6–2      |
| 78.                                                                           | Wimbledon                                            | V. Británie | 6/27/1998  | venku | tráva  | SF         | Lovro Zovko (CRO)              | výhra  | 7–5, 6–2      |
| 79.                                                                           | Wimbledon                                            | V. Británie | 6/27/1998  | venku | tráva  | Finále     | Irakli Labadze (GEO)           | vítěz  | 6–4, 6–4      |
| 80.                                                                           | Uzavřené Mistrovství Evropy juniorů                  | Švýcarsko   | 7/20/1998  | venku | antuka | 128 v kole | volný los                      |        |               |
| 81.                                                                           | Uzavřené Mistrovství Evropy juniorů                  | Švýcarsko   | 7/20/1998  | venku | antuka | 64 v kole  | Florin Nedelcu (ROU)           | výhra  | 6–1, 6–1      |
| 82.                                                                           | Uzavřené Mistrovství Evropy juniorů                  | Švýcarsko   | 7/20/1998  | venku | antuka | 32 v kole  | Philipp Mullner (AUT)          | výhra  | 6–2, 5–7, 6–3 |
| 83.                                                                           | Uzavřené Mistrovství Evropy juniorů                  | Švýcarsko   | 7/20/1998  | venku | antuka | 16 v kole  | Lazar Magdinčev (MKD)          | výhra  | 6–2, 6–2      |
| 84.                                                                           | Uzavřené Mistrovství Evropy juniorů                  | Švýcarsko   | 7/20/1998  | venku | antuka | QF         | Kristian Pless (DEN)           | výhra  | 3–6, 6–2, 6–3 |
| 85.                                                                           | Uzavřené Mistrovství Evropy juniorů                  | Švýcarsko   | 7/20/1998  | venku | antuka | SF v kole  | Feliciano López (ESP)          | prohra | 6–4, 2–6, 4–6 |
| 86.                                                                           | US Open Junior Championships                         | USA         | 9/6/1998   | venku | tvrdý  | 64 v kole  | Boris Bachert (GER)            | výhra  | 6–2, 6–2      |
| 87.                                                                           | US Open Junior Championships                         | USA         | 9/6/1998   | venku | tvrdý  | 32 v kole  | Philip Langer (AUT)            | výhra  | 6–3, 6–2      |
| 88.                                                                           | US Open Junior Championships                         | USA         | 9/6/1998   | venku | tvrdý  | 16 v kole  | Olivier Rochus (BEL)           | výhra  | 6–2, 7–5      |
| 89.                                                                           | US Open Junior Championships                         | USA         | 9/6/1998   | venku | tvrdý  | QF         | Jerome Haehnel (FRA)           | výhra  | 7–5, 3–6, 6–1 |
| 90.                                                                           | US Open Junior Championships                         | USA         | 9/6/1998   | venku | tvrdý  | SF         | Kristian Pless (DEN)           | výhra  | 6–3, 4–6, 6–3 |
| 91.                                                                           | US Open Junior Championships                         | USA         | 9/6/1998   | venku | tvrdý  | Finále     | David Nalbandian (ARG)         | prohra | 3–6, 5–7      |
| 92.                                                                           | Eddie Herr International Junior Tennis Championships | USA         | 11/30/1998 | venku | tvrdý  | 64 v kole  | Matias Boeker (ARG)            | výhra  | 6–0, 7–6      |
| 93.                                                                           | Eddie Herr International Junior Tennis Championships | USA         | 11/30/1998 | venku | tvrdý  | 32 v kole  | Andrew McDade (RSA)            | výhra  | 6–2, 6–2      |
| 94.                                                                           | Eddie Herr International Junior Tennis Championships | USA         | 11/30/1998 | venku | tvrdý  | 16 v kole  | Éric Prodon (FRA)              | prohra | –6, 6–3, 3–6  |
| 95.                                                                           | Sunshine Cup                                         | USA         | 12/8/1998  | venku | tvrdý  | zs         | Juan Carlos Ferrero (ESP)      | výhra  | 6–2, 6–3      |
| 96.                                                                           | Sunshine Cup                                         | USA         | 12/8/1998  | venku | tvrdý  | zs         | Andreas Vinciguerra (SWE)      | výhra  | 7–6, 6–4      |
| 97.                                                                           | Orange Bowl Tennis Championships                     | USA         | 12/13/1998 | venku | tvrdý  | 64 v kole  | Raimonds Sproga (LAT)          | výhra  | 5–7, 7–6, 6–0 |
| 98.                                                                           | Orange Bowl Tennis Championships                     | USA         | 12/13/1998 | venku | tvrdý  | 32 v kole  | Jürgen Melzer (AUT)            | výhra  | 6–3, 6–1      |
| 99.                                                                           | Orange Bowl Tennis Championships                     | USA         | 12/13/1998 | venku | tvrdý  | 16 v kole  | Ivan Cinkus (CRO)              | výhra  | 6–0, 6–1      |
| 100.                                                                          | Orange Bowl Tennis Championships                     | USA         | 12/13/1998 | venku | tvrdý  | QF         | Ricardo Mello (BRA)            | výhra  | 7–5, 6–4      |
| 101.                                                                          | Orange Bowl Tennis Championships                     | USA         | 12/13/1998 | venku | tvrdý  | SF         | David Nalbandian (ARG)         | výhra  | 6–4, 6–2      |
| 102.                                                                          | Orange Bowl Tennis Championships                     | USA         | 12/13/1998 | venku | tvrdý  | Finále     | Guillermo Coria (ARG)          | vítěz  | 7–5, 6–3      |
| QF – čtvrtfinále, SF – semifinále, kval. – kvalifikace, zs – základní skupina |                                                      |             |            |       |        |            |                                |        |               |

## Přehled finále

### Dvouhra: 6 (5–1)
| Stav      | č. | datum            | kat. | turnaj                     | povrch | soupeř ve finále  | výsledek |
| --------- | -- | ---------------- | ---- | -------------------------- | ------ | ----------------- | -------- |
| Vítěz     | 1  | 11. května 1997  | G2   | Prato, Itálie              | antuka | Luka Kutanjac     | 6–4, 6–0 |
| Vítěz     | 2  | 14. ledna 1998   | G2   | Viktorie, Austrálie        | tvrdý  | Julien Jeanpierre | 6–4, 6–4 |
| Vítěz     | 3  | 13. dubna 1998   | G2   | Florencie, Itálie          | antuka | Filippo Volandri  | 7–6, 6–3 |
| Vítěz     | 4  | 5. července 1998 | GA   | Wimbledon, Velká Británie  | tráva  | Irakli Labadze    | 6–4, 6–4 |
| Finalista | 1  | 13. září 1998    | GA   | US Open, Spojené státy     | tvrdý  | David Nalbandian  | 3–6, 5–7 |
| Vítěz     | 5  | 5. července 1998 | GA   | Orange Bowl, Spojené státy | tvrdý  | Guillermo Coria   | 7–5, 6–3 |

### Čtyřhra: 4 (2–2)
| Stav      | č. | datum            | kat. | turnaj                         | povrch | spoluhráč      | soupeři ve finále          | výsledek      |
| --------- | -- | ---------------- | ---- | ------------------------------ | ------ | -------------- | -------------------------- | ------------- |
| Finalista | 1  | 11. května 1997  | G2   | Prato, Itálie                  | antuka | Jun Kato       | Maxim Belski Tomáš Hájek   | 2–6, 2–6      |
| Finalista | 2  | 13. dubna 1998   | G2   | Florencie, Itálie              | antuka | Jun Kato       | Filippo Volandri Urus Vico | 3–6, 1–6      |
| Vítěz     | 1  | 26. června 1998  | G1   | Roehampton, Spojené království | tráva  | Olivier Rochus | Michaël Llodra Andy Ram    | 3–6, 6–4, 7–5 |
| Vítěz     | 2  | 5. července 1998 | GA   | Wimbledon, Spojené království  | tráva  | Olivier Rochus | Michaël Llodra Andy Ram    | 6–4, 6–4      |